# NGC 3026
NGC 3026 je galaksija u zviježđu Lavu.

## Vanjske poveznice
- SEDS: NGC 3026